# Чапін (Айова)
Чапін (англ. Chapin) — переписна місцевість (CDP) в США, в окрузі Франклін штату Айова. Населення — 71 особа (2020).

## Географія
Чапін розташований за координатами 42°50′7″ пн. ш. 93°13′19″ зх. д. / 42.83528° пн. ш. 93.22194° зх. д. (42.835312, -93.221982).  За даними Бюро перепису населення США в 2010 році переписна місцевість мала площу 0,18 км², уся площа — суходіл. В 2017 році площа становила 0,26 км², уся площа — суходіл.

## Демографія
Згідно з переписом 2010 року, у переписній місцевості мешкало 87 осіб у 34 домогосподарствах у складі 24 родин. Густота населення становила 482 особи/км².  Було 40 помешкань (221/км²).
Расовий склад населення:
| - 95,4 % — білих |

До двох чи більше рас належало 4,6 %. Частка іспаномовних становила 4,6 % від усіх жителів.
За віковим діапазоном населення розподілялося таким чином: 18,4 % — особи молодші 18 років, 58,6 % — особи у віці 18—64 років, 23,0 % — особи у віці 65 років та старші. Медіана віку мешканця становила 47,8 року. На 100 осіб жіночої статі у переписній місцевості припадало 123,1 чоловіків;  на 100 жінок у віці від 18 років та старших — 121,9 чоловіків також старших 18 років.
Цивільне працевлаштоване населення становило 95 осіб. Основні галузі зайнятості: виробництво — 57,9 %, роздрібна торгівля — 36,8 %, сільське господарство, лісництво, риболовля — 5,3 %.